# Calotarsa
Calotarsa is een geslacht van insecten uit de familie van de breedvoetvliegen (Platypezidae), die tot de orde tweevleugeligen (Diptera) behoort.

## Soorten
- C. calceata (Snow, 1894)
- C. insignis Aldrich, 1906
- C. pallipes (Loew, 1866)
- C. simplex Kessel and Young, 1974